# Pouvoir au peuple (Corée du Sud)
Ne doit pas être confondu avec Pouvoir au peuple.
Le Pouvoir au peuple ou le Pouvoir aux nationaux (hangeul : 국민의힘, abrégé en PPP) est un parti conservateur coréen, issu de la fusion du Parti de la liberté de Corée avec plusieurs partis mineurs. Créé le 17 février 2020, le parti porte initialement le nom de Parti du futur uni (Miraetonghapdang) avant de prendre son nom actuel le 2 septembre 2020. Le candidat de ce parti à l'élection présidentielle sud-coréenne de 2022 est Yoon Seok-youl.

## Historique
Le Parti de la liberté annonce durant la campagne électorale des élections législatives sud-coréennes de 2020 son intention de mettre en place des petits partis « satellites » destinés à capter des sièges pourvus selon le nouveau système. Ce qu'il fait en créant le 5 février le Parti de la Corée future. Le Parti de la liberté opère un changement de façade en fusionnant avec plusieurs partis mineurs pour former le Parti du futur uni.

Logo du Parti du futur uni
Parti de la Corée future

En novembre 2020, il n'existe pas de traduction française officielle du parti coréen. Cependant plusieurs traductions différentes sont alors proposées par des médias. La radio russe World KBS Radio traduit le nom du parti par « Сила народа », littéralement « la force du peuple », la plus grande agence de presse sud-coréenne Yonhap le traduit par « 国民力量 » dans un article en chinois simplifié, littéralement « Pouvoir national » ou « Puissance nationale » et dans un article en français, elle le traduit par « Parti du pouvoir du peuple ». Dans son article Fnnews interroge le parti sur cette notion de peuple, Kim Joon-in (ou Kin Soo-min) (hangeul : 김종인), chef du siège des relations publiques, déclare : 

« Il (le mot peuple) contient trois significations : △ le pouvoir du peuple △ le pouvoir d'exercer pour le peuple △ le pouvoir de rassembler le peuple. Il explique également qu'un « parti politique qui pratique la démocratie libérale par le pouvoir du peuple plutôt qu'une force spécifique », un parti avec tout le peuple, et △ un parti qui s'unit au pouvoir du peuple et ouvre à un nouvel avenir. »

## Positionnement
Le parti est socialement conservateur et défend les valeurs traditionnelles de la famille et du patriotisme national. Il conteste l'existence d'inégalités hommes-femmes, et s'engage à abolir le ministère de l’Égalité des sexes et de la Famille, à revenir sur les systèmes de quotas dans le secteur public, et à renforcer les peines à l’égard des femmes pour diffamation. Le parti possède une vision négative du féminisme et le juge en partie responsable du faible taux de natalité du pays.

## Critique

### Après la loi martiale inconstitutionnelle du 3 décembre 2024
Après la loi martiale inconstitutionnelle du 3 décembre 2024, six partis d'opposition ont proposé un projet de loi de destitution contre le président Yoon. Mais le PPP a adopté comme ligne de parti une position opposée à la destitution du président Yoon.
Le 7 décembre 2024, le projet de loi de destitution a été soumis au vote de l'Assemblée nationale, et les législateurs du parti PPP au pouvoir ont été critiqués pour avoir « sympathisé avec les actes de trahison du président », parce que la plupart des législateur du parti au pouvoir, le PPP, n'ont pas participé au vote sur le projet de loi de destitution,,.

## Présidents

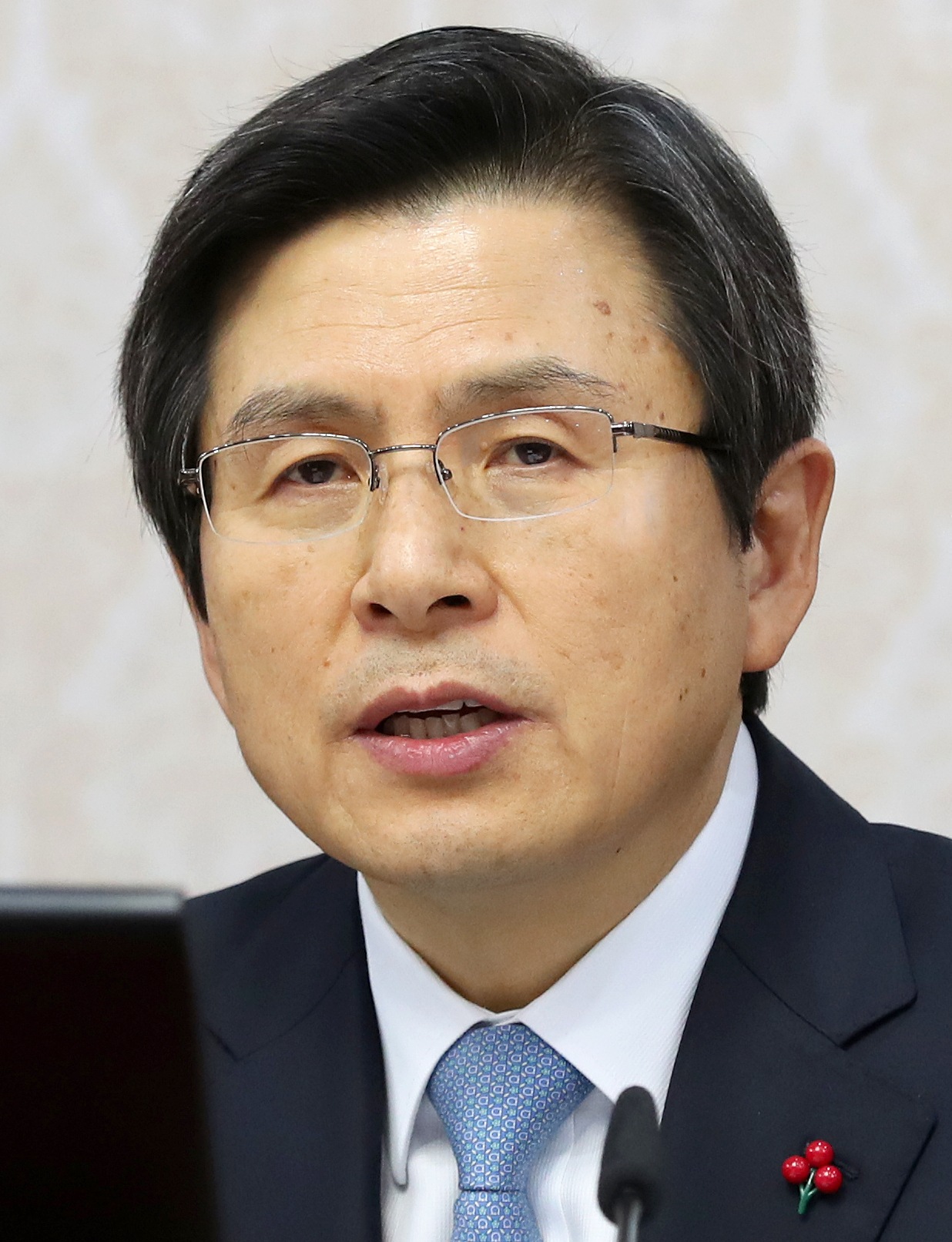
Hwang Kyo-ahn (février-avril 2020)
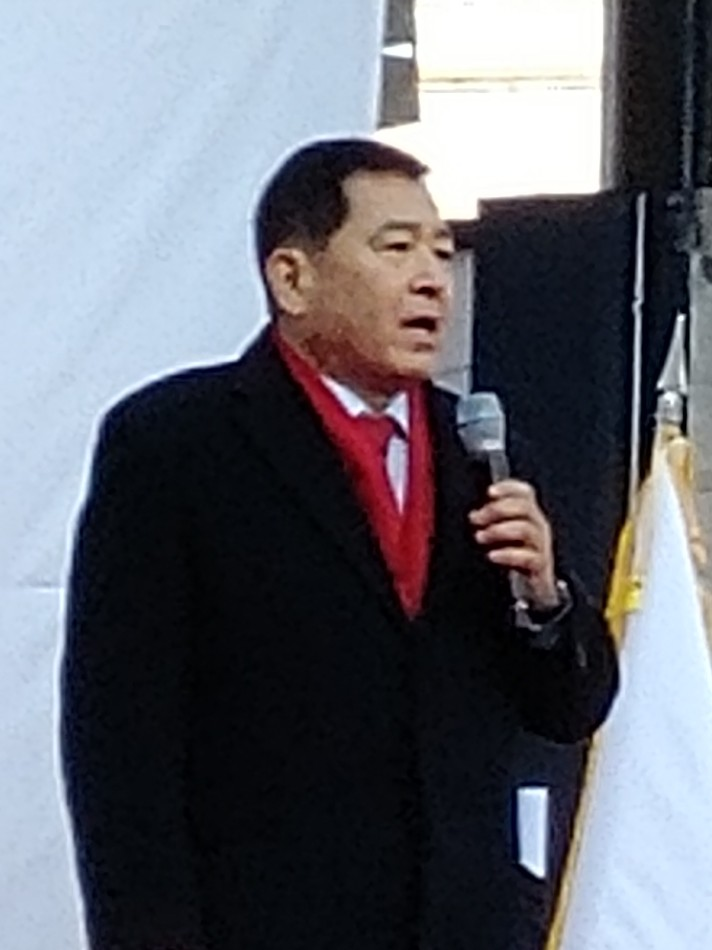
Shim Jae-chul (avril-mai 2020) (intérim)
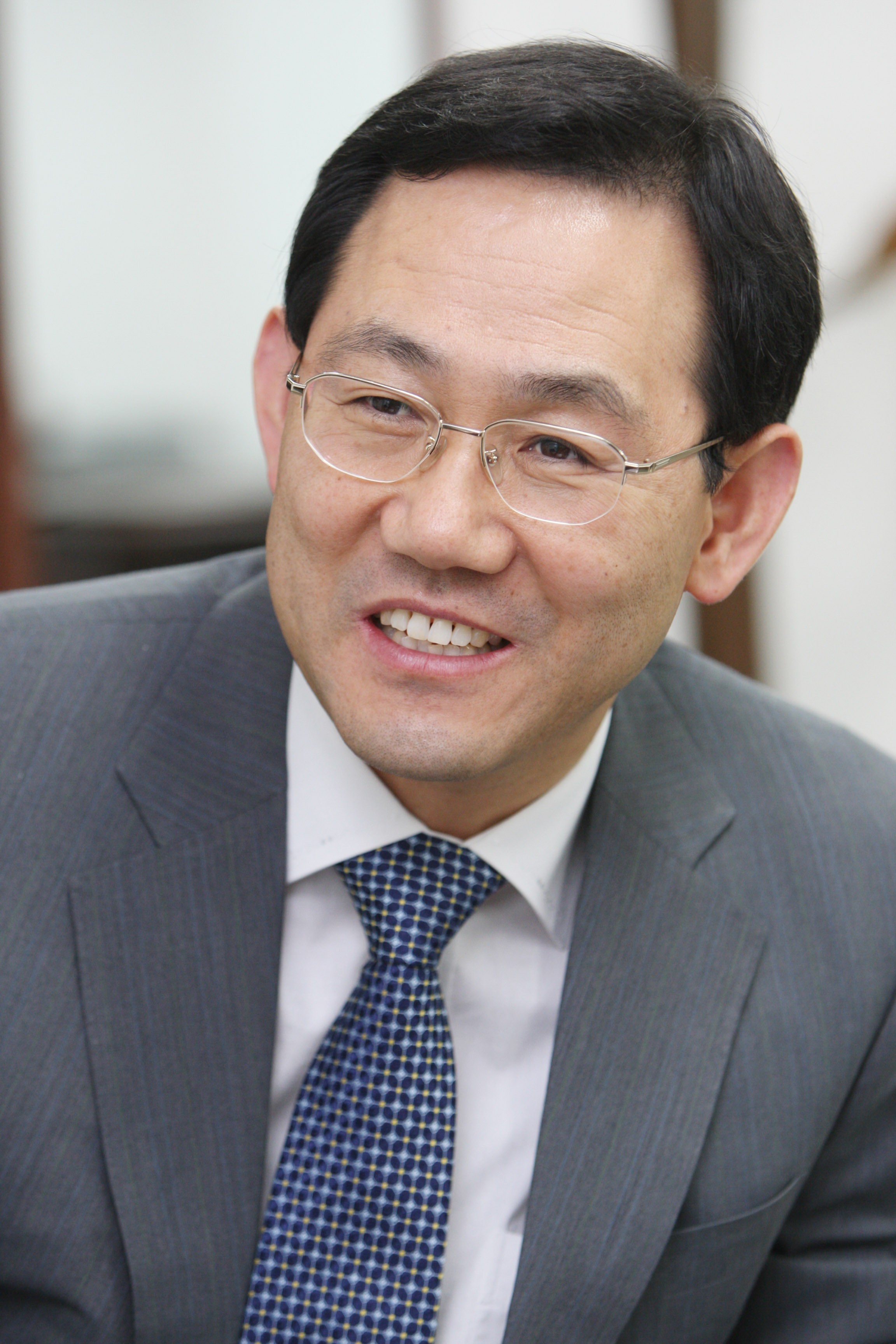
Joo Ho-young (mai 2020) (intérim)
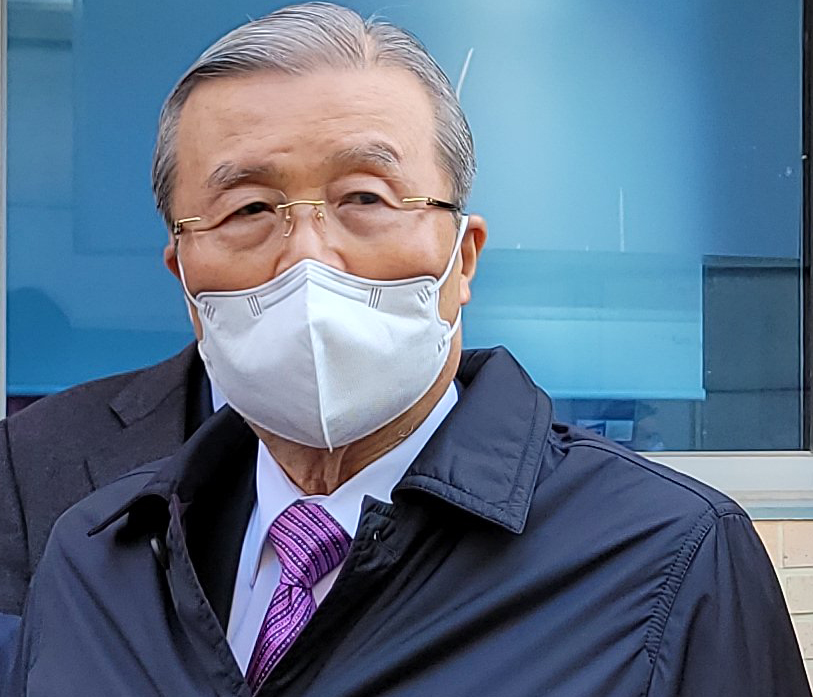
Kim Chong-in (mai 2020-avril 2021) (intérim)
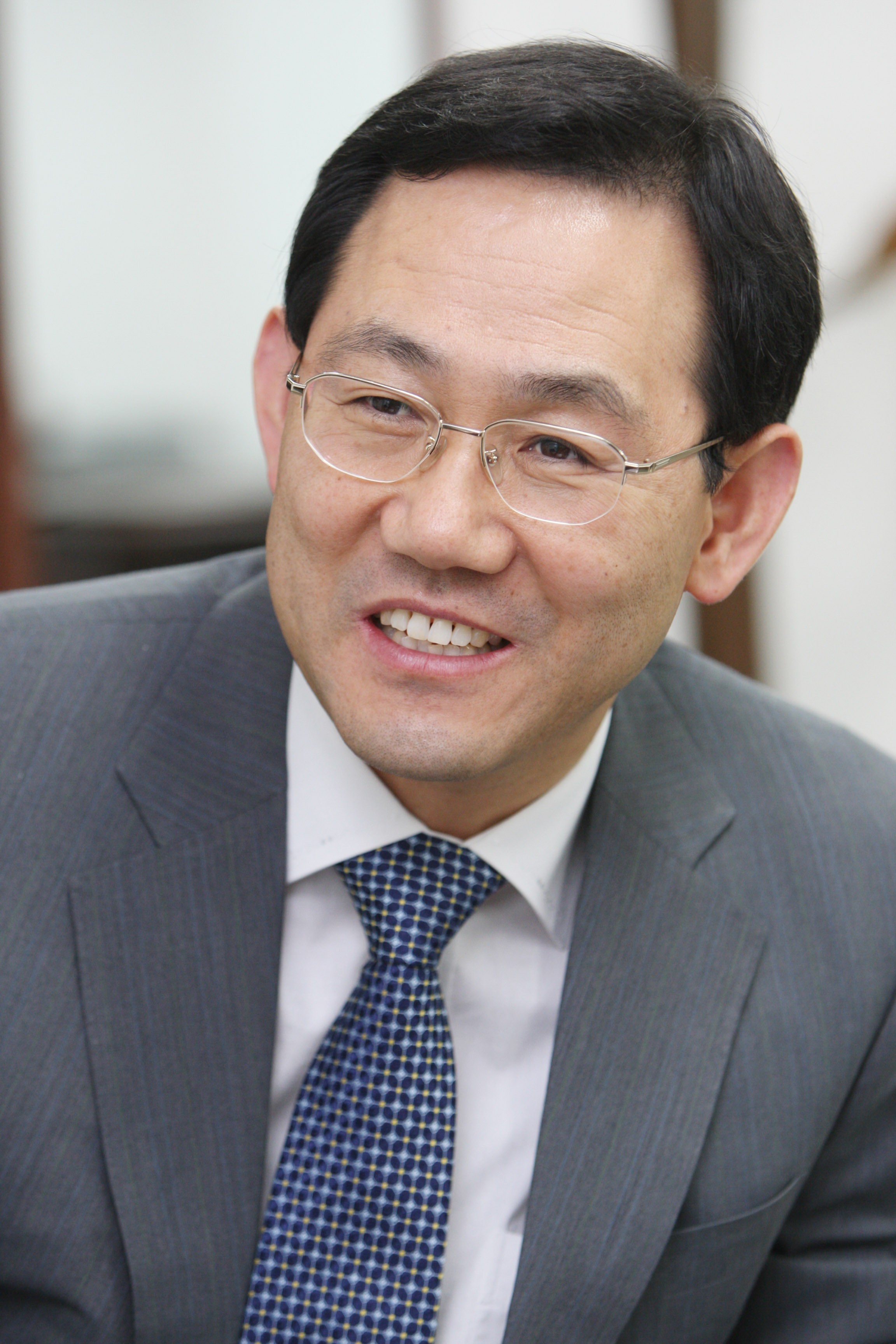
Joo Ho-young (avril 2021) (intérim)
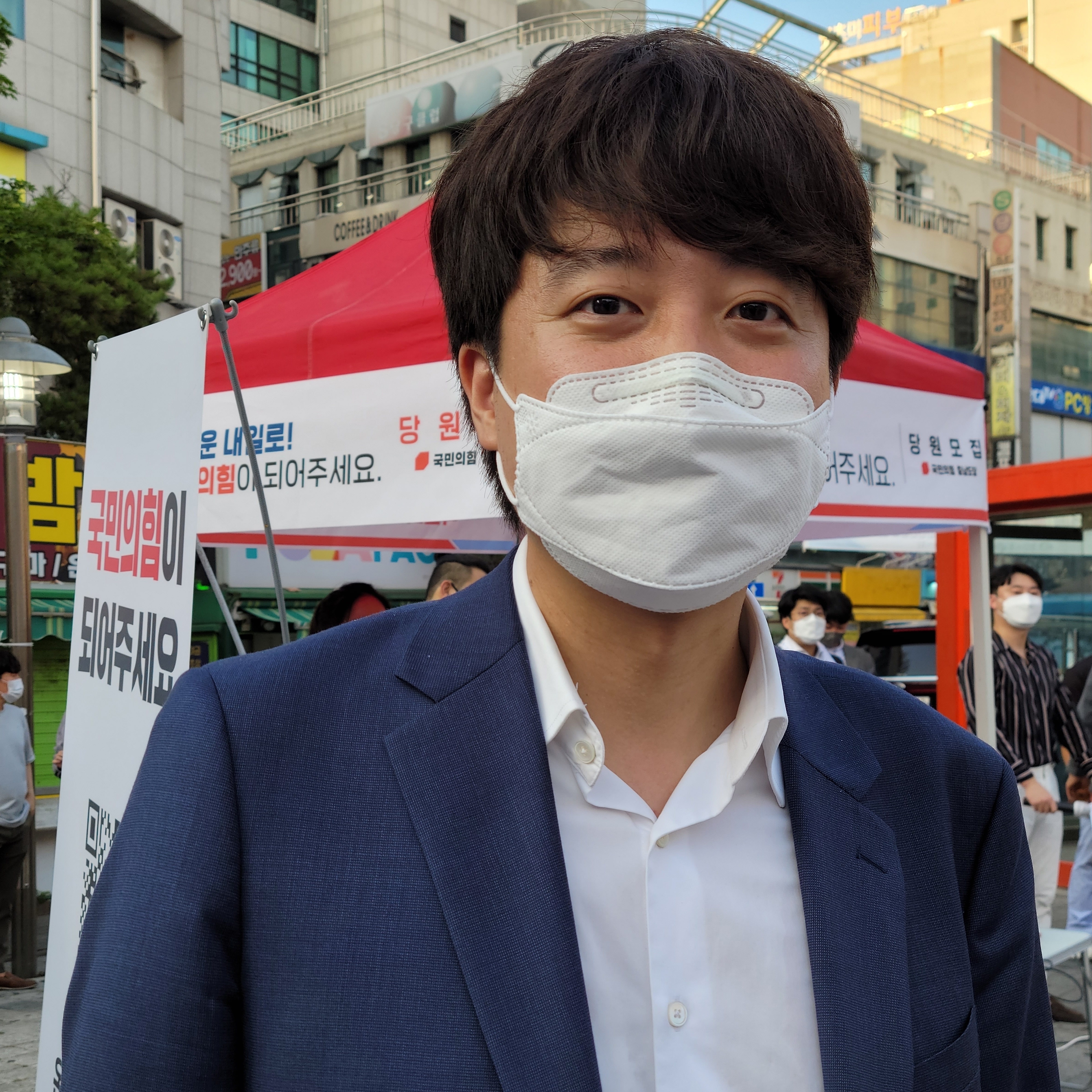
Lee Jun-seok (juin 2021-octobre 2022)
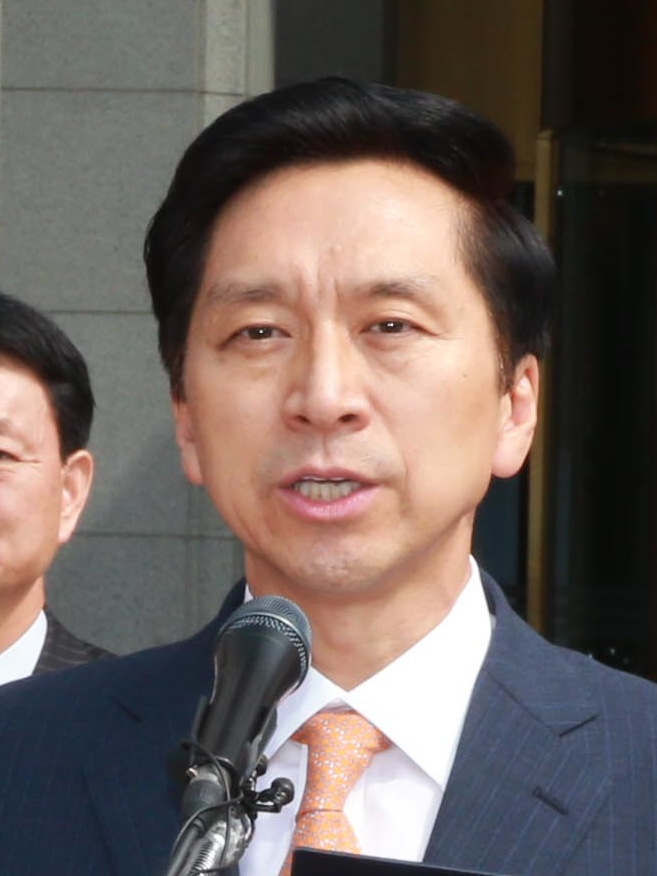
Kim Gi-hyeon (mars-decembre 2023)
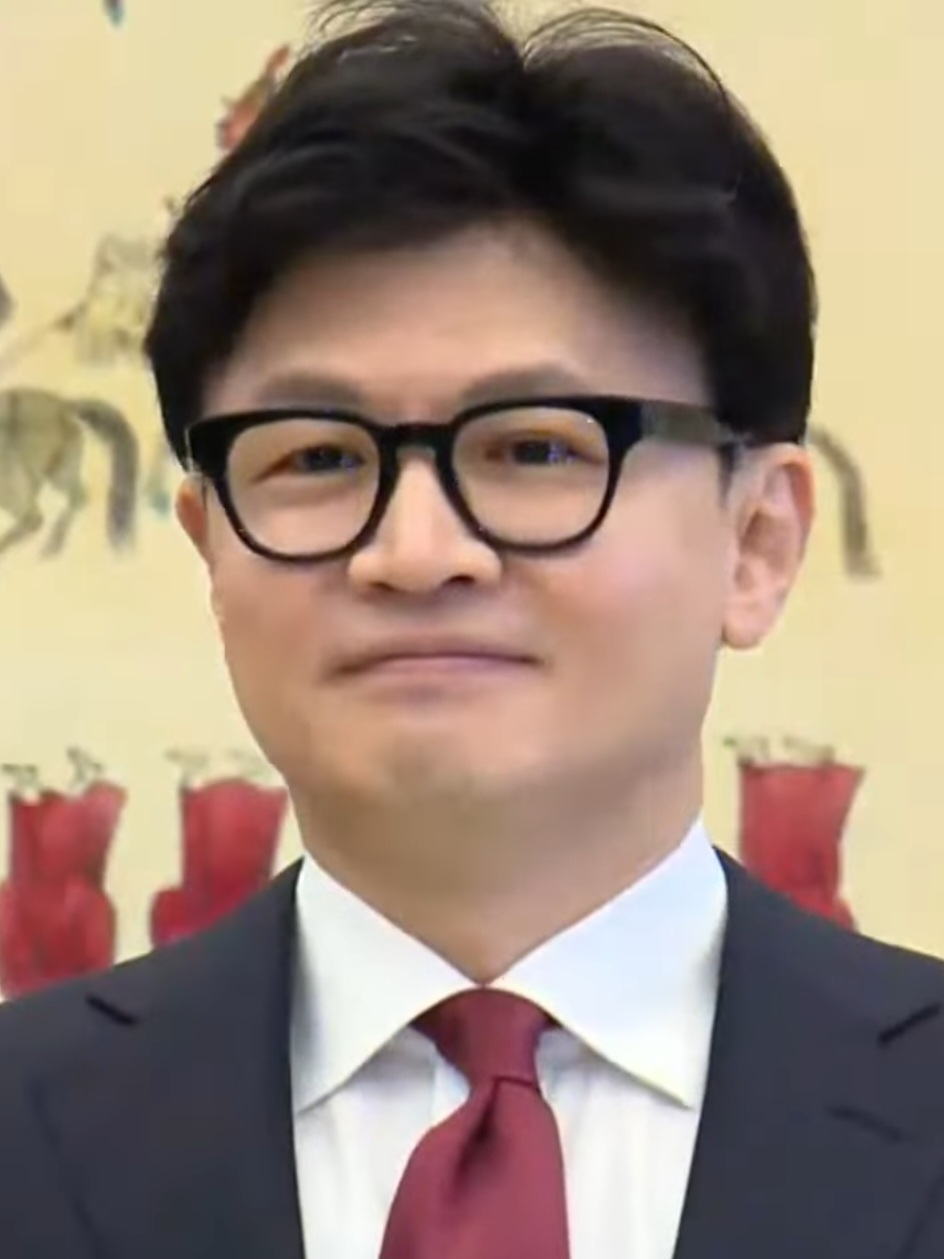
Han Dong-hoon (juin-décembre 2024)

## Résultats

### Élections présidentielles
| Année | Candidat       | Voix       | %     | Rang | Résultat |
| ----- | -------------- | ---------- | ----- | ---- | -------- |
| 2022  | Yoon Seok-youl | 16 394 815 | 48,56 | 1er  | Élu      |

### Élections législatives
| Année | Voix       | %     | Rang | Élus     |
| ----- | ---------- | ----- | ---- | -------- |
| 2020  | 11 915 277 | 41,45 | 2e   | 84 / 253 |
| 2024  | 13 179 769 | 45,73 | 2e   | 90 / 254 |